# Dienstgeld
Dienstgeld ist eine besondere Abfindungsart im Wehrdienstbereich, das an Stelle des Wehrsoldes bei Kurzwehrübungen, die nicht länger als drei Tage dauern, an Soldaten gezahlt wird.
Die gesetzliche Grundlage hierfür ist das Wehrsoldgesetz. Demnach beträgt das Dienstgeld bei einer Wehrübung über zwei Tage am Samstag und Sonntag das Fünffache und bei anderen Übungen (z. B. bei Kombinationen wie Freitag/Samstag/Sonntag oder Samstag/Sonntag/Montag etc.) das Zweifache des Wehrsoldtagessatzes.
Darüber hinaus ist Dienstgeld ein veralteter Begriff für folgende Zahlungen:
- Geld, das Fronpflichtige auf Grund von Verträgen oder eines rechtsbeständigen Abkommens statt zu leistender Dienste oder auch statt schuldiger Naturalleistungen an die Grundherrschaft bezahlen.[2]
- Mietgeld (Dienstpfennig).[2]
- Schutzgeld der Juden an einen Gutsherren auf Grundlage des Judenregals.[2]